# Władimir Aleksiejew (generał)
Władimir Stiepanowicz Aleksiejew, ros. Владимир Степанович Алексеев (ur. 24 kwietnia 1961 w Hołod´kach w obwodzie winnickim) – rosyjski dowódca wojskowy, generał porucznik, Bohater Federacji Rosyjskiej (2017).
Jego ojciec Stepan był niepełnosprawny. Matka Luba (zmarła w 2014), pracowała jako pielęgniarka na kardiologii.
Przyjęty na studia do Riazańskiej Szkoły Wojskowej. Po jej ukończeniu był szefem wydziałów wywiadowczych okręgów wojskowych Moskwy i Dalekiego Wschodu. Został mianowany szefem 14. oddziału Głównego Zarządu Wywiadowczego Sztabu Generalnego Sił Zbrojnych FR. Później został przeniesiony do aparatu centralnego resortu. W czasie wojny w Syrii dowodził działaniami wywiadu wojskowego. W lipcu 2014 r. kierował konwojem prywatnej firmy wojskowej, która pomogła nielegalnie przetransportować na Ukrainę system 9K37 Buk, z którego pocisk trafił w samolot MH17 Malaysia Airlines 17 lipca 2014 roku.
Od 2011 jest szefem sztabu – pierwszym zastępcą szefa Głównego Zarządu Sztabu Generalnego Sił Zbrojnych Federacji Rosyjskiej.
W 2017 roku dekretem prezydenta Władimira Putina otrzymał tytuł Bohatera Federacji Rosyjskiej.